# Hunta
Hunta est une communauté canadienne non constituée en municipalité située dans le territoire non organisé de Cochrane, Unorganized, North Part dans le district de Cochrane dans la province de l'Ontario. Elle est située sur la route 668 à l'ouest de Cochrane.

## Annexe